# Molophilus richardsi
Molophilus richardsi är en tvåvingeart som beskrevs av Alexander 1929. Molophilus richardsi ingår i släktet Molophilus och familjen småharkrankar. Inga underarter finns listade i Catalogue of Life.